# Dagens Media
Dagens Media är ett affärsmagasin som ger nyheter och analys om marknadsföring och medier. Kärnmålgruppen är beslutsfattare på marknadsavdelningar, mediebyråer och mediehus. 
Sedan årsskiftet 2020/2021 är tidningen helt digital. Sajten består av snabba nyheter men också djuplodande material som granskningar, intervjuer och analyser från betaltjänsten Dagens Media Insikt. Åtta gånger om året gör Dagens Media också ”digitala temaveckor” som är en djupdykning i branschens just nu mest brännande frågor. Dagens Medias bevakningsområde täcker bland annat media, medieval, medieköp och nya mediekanaler. Utöver den övriga verksamheten har Dagens Media en bred portfölj av event.

## Historia
Dagens Media lanserades 7 oktober 1998 av Rolf van den Brink, Mathias Kallio och Henrik Meerburg. Syftet var bland annat att skapa ett nyhetsmedium som underlättade för marknadskommunikatörer och medieköpare att hänga med i branschens utveckling.
Den 12 juni 2007 köptes Dagens Media av Alma Talent, som även gav ut tidningar som Affärsvärlden och Ny Teknik. Dagens Media är sedan den 4 juli 2018 en del av Bonnierkoncernen. Det innebar förändringar för papperstidningen som först minskade utgivningen från varannan vecka till att i stället blir månadstidning. Sedan våren 2021 är tidningen dock helt digital.
Tidningen Medievärlden, som bevakade publicistik, hade haft samma ägare som Dagens Media sedan 2017. Under 2019 lades Medievärlden ner och dess bevakningsområden uppgick i Dagens Media.

## Plattformar
På Dagens Medias sajt publiceras medienyheter fem dagar i veckan. Där finns också krönikor, analyser och guider. Sajten har över 80 000 unika besökare i veckan enligt KIA Index november 2018.

## Chefredaktör
Rolf van den Brink var chefredaktör fram till 2008.
- Fredrik Svedjetun, 2008–2016.
- Niclas Rislund, 2016-2017.[6]
- Fredrik Svedjetun, 2018–2021.
- Linnéa Kihlström, 2021[7]–.